# アニマジン
アニマジンは、OBSラジオで2015年4月5日から放送されているラジオ番組。アニメマインド放送開始30周年を記念しアニメマインドリスナー集会のスタッフであるりょうちんによりアニメマインド特番の放送が企画されたが諸般の事情から本場組が開始することとなった。本稿ではスピンオフ番組である『アニマジン presents アニソンStayTuned!!』についても記載する。

## 放送時間
- OBSラジオ
  - 日曜日 23:00 - 23:15（日本時間）

## 出演者

### アニマジンスタッフ
- りょうちん
- 織
- DJ壞
- アッキ
- さてつ

### 過去のパーソナリティ
- 吉田諭司 （大分放送アナウンサー、2015年4月5日 - 2018年4月1日[2]）
- 賎川寛人 （大分放送アナウンサー、2018年4月8日[3] - 2019年3月31日[4]）

### 過去のアニマジンスタッフ
- そら （2015年4月5日 - 2016年4月24日[5]）
- もい （2018年9月2日[6] - 2019年8月18日[7]）

## アニマジン presents アニソンStayTuned!!
アニマジン内の『DJ壞の聴け！アンセム！！』『しきもい feat. DK』などアニメソングを紹介する音楽関連のコーナーがスピンオフして単独番組となったもの。週替りでアニソンDJ勢が制作したアニソンMIXを流す。MIXのテーマをリスナーから募集している。2020年4月4日放送開始。。

### 放送時間
- OBSラジオ
  - 2020年4月4日 - 2020年9月26日：土曜日 21:00 - 21:30
  - 2020年10月4日 - 不明：日曜日 12:30 - 12:54[9]
  - 不明 - 2023年4月2日：日曜日 24:30 - 25:00
  - 2023年4月9日 - ：日曜日 24:00 - 24:30[10]

### 出演者
- DJ壞
- 織

### 放送リスト
| 放送回 | 放送日        | テーマ                        | DJ            |
| ------ | ------------- | ----------------------------- | ------------- |
| 1      | 2020年 4月4日 | 神前暁                        | DJ壞          |
| 1      | 2020年 4月4日 | リクエスト                    |               |
| 2      | 4月11日       | さくら                        | DJ壞          |
| 2      | 4月11日       | 春                            | DJ壞          |
| 3      | 4月18日       | THE IDOLM@STER                | DJ SOU        |
| 3      | 4月18日       | 2019年アニソン                | DJ SOU        |
| 4      | 4月25日       | 電波ソング                    | DJ SOU        |
| 4      | 4月25日       | ガンダム初級編                | DJ SOU        |
| 5      | 5月2日        | 挿入歌                        | DJ なぉゃん   |
| 5      | 5月2日        | おしゃれ（管楽器ver.）        | DJ なぉゃん   |
| 6      | 5月9日        | トニカクカワイク              | DJ Ataru      |
| 6      | 5月9日        | トニカクカッコイク            | DJ Ataru      |
| 7      | 5月16日       | 和風                          | DJ壞          |
| 7      | 5月16日       | 90年代                        | DJ壞          |
| 8      | 5月23日       | リアルロボット                | DJ SOU        |
| 8      | 5月23日       | 兄弟姉妹                      | DJ SOU        |
| 9      | 5月30日       | 女性声優                      | DJ Ataru      |
| 9      | 5月30日       | 女性アニソンアーティスト      | DJ Ataru      |
| 10     | 6月6日        | 東方project                   | DJ アサギ     |
| 10     | 6月6日        | ラノベ原作アニメ              | DJ アサギ     |
| 11     | 6月13日       | 劇場版ロボアニメ              | DJ壞          |
| 11     | 6月13日       | JAM PROJECT                   | DJ壞          |
| 12     | 6月20日       | 何かを背負いし者              | DJ おじょー   |
| 12     | 6月20日       | 多様な愛の形                  | DJ おじょー   |
| 13     | 6月27日       | 天気が良くなりそうな曲        | DJ なぉゃん   |
| 13     | 6月27日       | おしゃれ（ピアノver.）        | DJ なぉゃん   |
| 14     | 7月11日       | スポーツ                      | DJ Ataru      |
| 14     | 7月11日       | 百合                          | DJ Ataru      |
| 15     | 7月18日       | LiSA                          | DJ SOU        |
| 15     | 7月18日       | 銀魂OP                        | DJ SOU        |
| 16     | 7月25日       | ニチアサ以外の特撮            | DJ アサギ     |
| 16     | 7月25日       | バンドアニメ                  | DJ アサギ     |
| 17     | 8月1日        | 異能力                        | DJ おじょー   |
| 17     | 8月1日        | 夏（夜空の煌めき）            | DJ おじょー   |
| 18     | 8月8日        | 夏（ビーチ）                  | DJ壞          |
| 18     | 8月8日        | 夏（ボーイミーツガール）      | DJ壞          |
| 19     | 8月15日       | 冷静                          | DJ Ataru      |
| 19     | 8月15日       | 夏（情熱）                    | DJ Ataru      |
| 20     | 8月22日       | 花澤香菜                      | DJ なぉゃん   |
| 20     | 8月22日       | 夏（ひと夏の恋）              | DJ なぉゃん   |
| 21     | 8月29日       | 野球                          | DJ SOU        |
| 21     | 8月29日       | 夏（の終わり）                | DJ SOU        |
| 22     | 9月12日       | 田中公平                      | DJ壞          |
| 22     | 9月12日       | 畑亜貴                        | DJ壞          |
| 23     | 9月19日       | ジャンプ原作アニメ            | DJ アサギ     |
| 23     | 9月19日       | 少女漫画原作アニメ            | DJ アサギ     |
| 24     | 9月26日       | ゲームなアニソン              | DJ ゆきのとう |
| 24     | 9月26日       | ゲームソング                  | DJ ゆきのとう |
| 25     | 10月4日       | 上松範康                      | DJ Ataru      |
| 25     | 10月4日       | 水樹奈々！アニタイ7本勝負！！ | DJ Ataru      |

- 放送休止
  - 2020年7月4日 - 『OBSスポーツスペシャルJリーグディビジョン1「大分トリニータ VS サガン鳥栖」』放送による特別編成のため[35][36]
  - 2020年9月5日 - 『OBSスポーツスペシャル2020明治安田生命J1リーグ「大分トリニータ VS FC東京」』放送による特別編成のため[37][38]